# Andrew Alexis D’Souza
Andrew Alexis D’Souza (* 23. August 1889 in Siolim, Goa, Portugiesisch-Indien; † 26. August 1980) war ein indischer Geistlicher und römisch-katholischer Bischof von Poona.

## Leben
Andrew Alexis D’Souza empfing am 20. Dezember 1919 das Sakrament der Priesterweihe.
Am 12. Mai 1949 ernannte ihn Papst Pius XII. zum Bischof von Poona. Der emeritierte Bischof von Poona, Hermann Döring SJ, spendete ihm am 24. August desselben Jahres die Bischofsweihe; Mitkonsekratoren waren der Weihbischof in Bombay, Valerian Gracias, und der Weihbischof in Kalkutta, Joseph Alexander Fernandes.
Am 12. Juni 1967 nahm Papst Paul VI. das von Andrew Alexis D’Souza aus Altersgründen vorgebrachte Rücktrittsgesuch an und ernannte ihn zum Titularbischof von Elephantaris in Proconsulari. Am 18. Januar 1971 verzichtete Andrew Alexis D’Souza auf das Titularbistum Elephantaris in Proconsulari.